# ベトナム宇宙委員会
ベトナム宇宙委員会（ベトナムうちゅういいんかい、ベトナム語: Ủy ban Vũ trụ Việt Nam）は、ベトナムの宇宙機関。本部はハノイに存在する。

## 歴史
これまで、ベトナムではベトナム科学技術院・宇宙技術研究所などが宇宙開発を行っていたが、各省庁の協力下で宇宙開発が行われており、統一した機関ではなかった。このため、これらを統括する委員会形式の組織として2010年9月17日にベトナム首相グエン・タン・ズンによって設立が指示された。これは科学技術大臣であるホアン・ヴァン・フォンが要請したとされる。

## 事業
科学技術大臣が委員長となっており、「2020年までの宇宙技術の戦略的研究・応用」を実行するためのロードマップを首相に提案する。委員会には科学技術省から大臣、副大臣、科学技術担当者が参加するほか、郵政通信省、天然資源環境省、産業貿易省、農業地方開発省、運輸省、ベトナム科学技術院・宇宙技術研究所などから代表者が出され、宇宙技術にかかわる科学者が3人参加する。
ベトナムが研究に意欲を持っている分野は衛星測位システムや地球観測衛星であり、これらの技術を自然災害や環境の観測、気象予報、地図情報への反映などにつなげることを計画している。またベトナム宇宙センターなど地上局を含め地上設備の整備などを行う計画を持っている。
国際社会におけるベトナムの宇宙開発の代表機関ともなっており、アメリカ、ロシア、日本などの宇宙技術先進国での学習のために人員を派遣する計画を持っており、国内でも宇宙技術の教育が始まっている。

## 註
1. 1 2 3  “宇宙技術の研究、日本のODAによるホアラック宇宙センターが核”.   HOTNAM (2010年9月25日). 2011年12月13日閲覧。